# Molière du créateur de lumières
Palmarès du Molière du créateur de lumières (et nominations).
- 2000 : Jacques Rouveyrollis pour À torts et à raisons de Ronald Harwood mis en scène par Marcel Bluwal au Théâtre Montparnasse
  - Franck Thevenon pour Hôtel des deux mondes
  - Laurent Castaingt pour La Chambre bleue
  - Arnaud Jung pour Résonances

- 2001 : André Diot pour Une bête sur la lune de [Qui ?] mis en scène par [Qui ?] [Où ?]
  - Laurent Béal pour Trois versions de la vie
  - Patrice Besombes pour Beckett ou l'honneur de Dieu
  - Jacques Rouveyrollis pour La Dame aux camélias

- 2002 : Jacques Rouveyrollis pour La Boutique au coin de la rue de [Qui ?] mis en scène par Jean-Jacques Zilbermann au Théâtre Montparnasse
  - Laurent Béal pour Elvire
  - Gaëlle de Malglaive pour Jalousie en trois fax
  - Philippe Quillet pour Madame Sans Gêne

- 2003 : Dominique Bruguière pour Phèdre, mis en scène par Patrice Chéreau à [Où ?]
  - Laurent Béal pour Un vrai bonheur
  - Laurent Castaingt pour Sarah
  - Jacques Rouveyrollis pour le Vent des Peupliers

- 2004 : André Diot pour L'hiver sous la table de Roland Topor mis en scène par [Qui ?] [Où ?]
  - Laurent Béal, pour L'amour est enfant de salaud
  - Laurent Castaingt, pour Devinez qui ?
  - Robert Wilson, pour Les Fables de la Fontaine

- 2005 : André Diot pour Le Jugement dernier de [Qui ?] mis en scène par [Qui ?] [Où ?]
  - Laurent Béal pour Amadeus
  - Fabrice Kebour pour Camille C.
  - Marie Nicolas pour Musée haut, musée bas

- 2006 : André Diot pour Le Roi Lear mis en scène par André Engel [Où ?]
  - Laurent Béal pour La Sainte Catherine
  - Jean Kalman pour Le Caïman
  - Gaëlle de Malglaive pour Pygmalion

- 2007 : Stéphanie Daniel pour Cyrano de Bergerac mis en scène par [Qui ?] [Où ?]
  - Laurent Béal pour Marie Stuart
  - André Diot pour Blanc

- 2008 : Donald Holder pour Le Roi lion
  - Christophe Grelié pour Good Canary
  - Joël Hourbeigt pour Homme sans but
  - Éric Soyer pour Je tremble

- 2009 : Marie-Hélène Pinon pour Le Diable rouge
  - Daniel Jeanneteau et Marie-Christine Soma pour Feux - Rudimentaire, La Fiancée des Landes, Forces
  - Fabrice Kebour pour Baby Doll
  - Éric Soyer pour Le Canard sauvage

- 2010 : Gaëlle de Malglaive pour La Nuit des rois de [Qui ?] mis en scène par [Qui ?] [Où ?]
  - Laurent Béal pour Colombe
  - Joël Hourbeigt pour La Cerisaie
  - Éric Soyer, Jean-Gabriel Valot pour Cercles/fictions

- 2011 : Dominique Bruguière pour Rêve d’Automne
  - Fabrice Kebour pour Pluie d’enfer
  - Pascal Noël pour Mike
  - Éric Soyer et Jean-Gabriel Valot pour Ma chambre froide